# أمنيات النساء (مسلسل)
أمنيات النساء هو مسلسل تلفزيوني عراقي عرض في عام 1995.

## الممثلون
- ناجي كاشي
- فرجينيا ياسين
- كاظم فارس
- ميس كمر
- قاسم وعل السراج
- صادق الأطرقجي
- عامر جهاد
- ليلى كوركيس
- سعاد كرم
- بشرى إسماعيل
- زهرة الربيعي
- فارس عجام